# Halina Czerny-Stefańska
Halina Czerny-Stefańska (Cracòvia, 31 de desembre, 1922 -  Idem., 1 de juliol, 2001), va ser una pianista polonesa, estudiosa de Chopin, professora.

## Biografia
Infància i joventut

Halina Czerny-Stefańska (abans de la Segona Guerra Mundial feia servir el nom d'Helena Szwarcenberg-Czerny) provenia d'una famosa família aristocràtica dels Schwarzenberg, era filla de Stanisław, sota la supervisió del qual va començar a aprendre a tocar el piano. El 1932 va estudiar a París a l'"École Normale" amb Alfred Cortot, i després, a partir del 1939, amb Józef Turczyński al Conservatori de Varsòvia.
Durant la guerra es va amagar a la finca familiar dels Branicki a Branice, prop de Cracòvia, i més tard va actuar en concerts clandestins amb Ludwik Stefański.
Concurs Chopin

El 1949, va guanyar el primer premi al 4t Concurs Internacional de Piano Fryderyk Chopin (ex aequo amb Bella Dawidowicz de l'URSS). També va rebre un premi per la millor interpretació de les masurques de F. Chopin, finançat per la Ràdio Polonesa. El 1950, es va graduar amb matrícula d'honor a l'Escola Superior Estatal de Música de Cracòvia a la classe del professor Zbigniew Drzewiecki.
Durant el concurs, Czerny-Stefańska va triar un piano de cua de concert Steinway & Sons, model D (número de sèrie 309125, longitud 273 cm), del 1942, fabricat a Hamburg, amb el qual va tocar durant totes les etapes del concurs.
Carrera mundial

Guanyar el Concurs li va obrir el camí a una carrera pianística internacional. Va actuar en sales de concerts de renom a Europa, Japó, Estats Units i Sud-amèrica. Va fer més de 20 gires per la Unió Soviètica. Va actuar amb les orquestres simfòniques més famoses, col·laborant amb directors com Adrian Boult, Zubin Mehta, Georg Solti, Václav Smetáček, Witold Rowicki i Paweł Klecki. El seu repertori de concerts incloïa peces des del barroc fins a la música contemporània, però la música de F. Chopin va dominar.

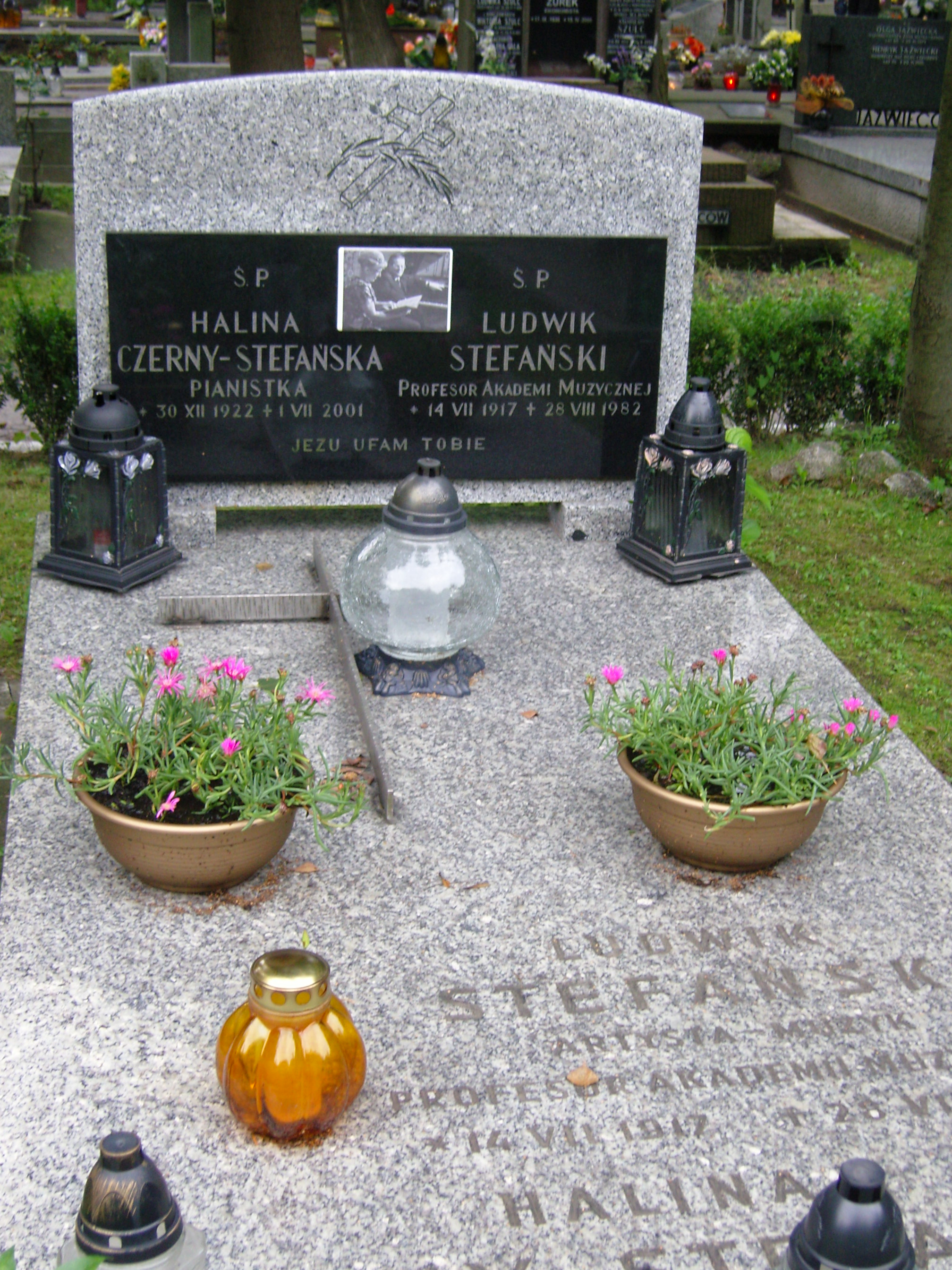
La tomba d'Halina Czerny-Stefańska al cementiri de Rakowicki a Cracòvia

Va seguir una carrera artística durant cinquanta anys, que va durar fins als darrers mesos de la seva vida. Va col·laborar amb Steinway & Sons, anunciant els seus pianos al Japó, així com instruments Kawai i (cap al final de la seva vida) pianos Petrof. Oficialment va practicar amb instruments Blüthner (hi ha tres pianos d'aquest tipus a la casa de l'artista a Cracòvia, juntament amb un Steinway i dos altres instruments més antics).
En anys posteriors va ser convidada al jurat de concursos de piano d'arreu del món, incloent-hi cinc vegades el Concurs Internacional de Música Piotr Txaikovski (el 1970, 1974, 1978, 1986 i 1998) i cinc vegades el Concurs Internacional de Piano Fríderyk Chopin (el 1980, 1985, 1990, 1995 i 2000).
Va dur a terme activitat pedagògica, impartint conferències a universitats com ara: la Universitat de les Arts de Tòquio, la Universitat de Música Elisabeth d'Hiroshima, la Universitat de les Arts de Nagoya, la Universitat Senzoku Gakuen d'Uozu, a la prefectura de Toyama, i també va impartir classes magistrals.
El 1999 va ser membre honorària del Comitè per a la Celebració de l'Any Mundial Chopin, nomenada pel president de la República de Polònia, Aleksander Kwaśniewski.
Activitats socials i polítiques

La pianista també va participar en la vida social i política de Cracòvia. Entre els anys 1976 i 1984 va ser regidora de la ciutat de Cracòvia, i entre els anys 1978 i 1985 membre del Comitè Social per a la Renovació dels Monuments de Cracòvia. Va ser una de les fundadores de Kuźnica (juntament amb artistes com Andrzej Wajda). Entre els anys 1981 i 1983 va ser membre del Presídium del Comitè Nacional del Front d'Unitat Nacional.
Va pertànyer a un petit grup d'artistes que van expressar ostentosament el seu suport a les autoritats polítiques durant la llei marcial, per la qual cosa va ser aplaudida en un concert a la Filharmònica de Cracòvia l'abril de 1982. Membre del Consell Nacional del PRON el 1983.
Vida privada

Esposa de Ludwik Stefański, mare d'Elżbieta Stefańska.
La pianista va morir l'1 de juliol de 2001 a Cracòvia, enterrada amb el seu marit al carreró dels Benemèrits del cementiri de Rakowicki a Cracòvia (secció LXIX, A-I-13).

## Ordres i condecoracions
- Ordre dels Constructors de la República Popular de Polònia (1984)
- Ordre de la Bandera del Treball, 1a classe (15 de gener de 1953)[8]
- Creu de Comandant de l'Orde Polònia Restituta (1959)
- Medalla del 40è Aniversari de la República Popular de Polònia (1984)
- Insígnia del títol honorífic "Meretor per la Cultura Nacional" (1987)
- Medalla "Per mèrits en el desenvolupament de la cooperació cultural entre Polònia i la Unió Soviètica" (atorgada pel Consell Principal del Partit Popular Polonès, 1974)[9]
- Ordre de l'Amistat de les Nacions (URSS, 1987)

## Premis i distincions
- Premi Artístic Estatal, 2n grau al departament de música per assoliments artístics i per la promoció de la música i el piano polonesos al país i a l'estranger (1950)[10]
- Premi Estatal, 1r grau per assoliments destacats en el camp del piano, per la interpretació de peces per a piano a la il·lustració musical de la pel·lícula La joventut de Chopin i per la promoció de la música i el piano polonesos a l'estranger (1952)[11][12]
- Premi del President del Comitè de Ràdio i Televisió per treballs de ràdio i televisió (1975)[13]
- Premi Trybuna Ludu (1979)[14]
- Diploma del Ministre d'Afers Exteriors de Polònia per assoliments destacats en la promoció de la cultura polonesa a l'estranger (1982)
- Doctor Honoris Causa de la Universitat de les Arts de Tòquio (2001)
- Títol de la Societat de Fryderyk Chopin a Varsòvia atorgat pòstumament per promoure la música de F. Chopin al món (2002)

## Commemoració
- L'any 2001, es va erigir una placa commemorativa al Jardí Botànic de l'Acadèmia Polonesa de Ciències de Powsin.
- L'any 2006, es va inaugurar el monument "Klawiatura gwiazd" al parc Jerzy Waldorff de Słupsk, que incloïa el nom d'Halina Czerny-Stefańska entre set pianistes destacats, participants del Festival de Piano de Polònia, com Ryszard Bakst, Klara Langer-Danecka, Władyńska, Żław Tažińska, Żładyńska. Miłosz Magin, Witold Małcużyński.
- El 1r Concurs Europeu de Piano “Halina Czerny-Stefańska in Memoriam” organitzat per l'Acadèmia de Música de Poznań va tenir lloc a Poznań del 17 al 21 de setembre de 2008.

## Discografia (selecció)
Halina Czerny-Stefańska ha gravat nombrosos LP i CD per a segells com ara: Deutsche Grammophon, Decca, Erato, EMI Classics, His Masters Voice, Polskie Nagrania, Pony Cayon, RCA Records, Supraphon, Selene i Telefunken.
- 1955 – Concert en mi menor, op. 11 de F. Chopin, Supraphon SUA 10130
- 1958 – DGG XEPN 0118
- 1960 – Rondos en do major, op. 73 de F. Chopin per a dos pianos amb Ludwik Stefański Muza SX 0077
- Concert en si bemoll major, op. 19 de L. van Beethoven, Concert en la menor, op. 16 d'E. Grieg, P.N. MUZA XL 0107
- 1955 – Masurques en La menor Op.17 No.4, Re major Op.33 No.2, Do sostingut menor Op.63 No.3, La menor Op.67 No.4, La menor Op.68 No.2, F. Chopin, DGG LPEM
- 1959 – 24 Preludis Op.28 de F. Chopin, MUZA SX 0062
- 1959 – Poloneses en La major Op.40 No.1, Do menor Op. 40 núm. 2, fa sostingut menor, op. 44, MUZA SX 0058
- 1985 – Cançons de Chopin amb Teresa Żylis – Gara Erato STU 71.527
- 1987 – Nocturns complets de Chopin, RCA
- 1989–1990 – Masurques completes de Chopin, Pony Canyon
- 1994 – Andante spianato i Polonesa en mi bemoll major de Chopin, Pony Canyon
- 1995 – Rondos en do major, op. 73 per a dos pianos de Chopin amb Rinko Kobayashi, Pony Canyon
- 2000 – Danses poloneses amb la seva filla Elżbieta Stefańska, Selene